# インベンテック開発
インベンテック開発株式会社は、台湾のインベンテック傘下のパソコン製造・販売メーカー。ブランド名の「KOHJINSHA」は、社名改称前の「工人舎」からきている。

## 概要
新興のパーソナルコンピュータの開発メーカー。当初の名前は「工人舎」で、ソーテックの前身として同名がある。これは当社の創業者が元ソーテック創業者の大邊創一であり、前社起業時の志に立ち返り、ソーテックを離れ当社を起業したためである。当初は横浜に本社をもっていた。台湾の製造メーカーのインベンテック社（英業達集団）と提携し製品を開発している。
2005年より、ノートパソコンの販売をはじめた。2006年11月に、KOHJINSHA SAシリーズを発表し、シンプルな構成や軽量さ、価格の割りに高いスペックなどが話題となり、マニア層の注目を集める。
2009年5月にインベンテック社の子会社となった。
工人舎の親会社インベンテックと資本・業務提携を結んだオンキヨーとの協業を行なうことが2009年12月に発表され、同社が工人舎のパソコンを改良し発売することとなった。
2010年6月、インベンテック開発株式会社と社名変更。
　　　　　　代表取締役は英業達股份有限公司の董事長が兼任。

## 製品
2011年6月現在、下記の全ての製品が販売終了となっている。

### APERA
APERA（アペラ）シリーズは、工人舎がかつて販売していたノートパソコン。2005年12月発表。
- APERA SS : 12型、１スピンドル　A4サイズノートパソコン。
- APERA SW : 14ワイド型A4サイズノートパソコン。
- APERA MW : 12ワイド型A4サイズノートパソコン。

### KOHJINSHA EW
KOHJINSHA EW（こうじんしゃ　イーダブル）シリーズは、工人舎がかつて販売していたノートパソコン。
A4ファイルサイズ・15.4型ワイド液晶の2スピンドルノートパソコンであり、最廉価モデルは実売価格が8万円を切る低価格であることが特徴。OSはMicrosoft Windows XP HomeEditionとWindows Vistaを採用している。
VIA K8N890チップセットと モバイルAMD Sempronプロセッサを採用し、低コストを主眼に置いている。
バッテリー持続時間が公称1時間強であり、モバイル用途はあまり考慮されていない。

### KOHJINSHA SA

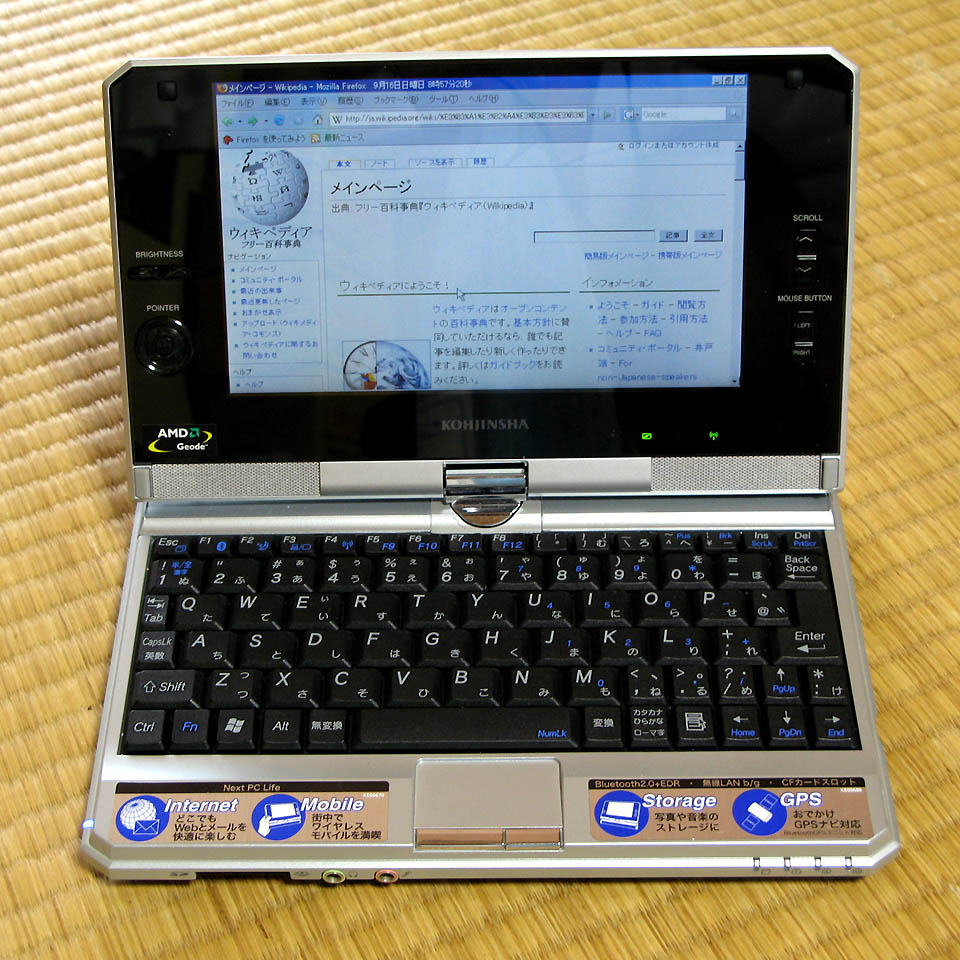
KOHJINSHA SA1F00A

KOHJINSHA SA（こうじんしゃ　エスエー）シリーズは、工人舎がかつて販売していたノートパソコン。最初のモデルは2006年11月に発表され、2年余りに亘って販売された。
A5サイズ・7型ワイドパネル液晶（一部モデルはタッチパネル液晶搭載）の1スピンドル ミニノートパソコンであり、工人舎の名を知らしめた製品である。

### KOHJINSHA SH

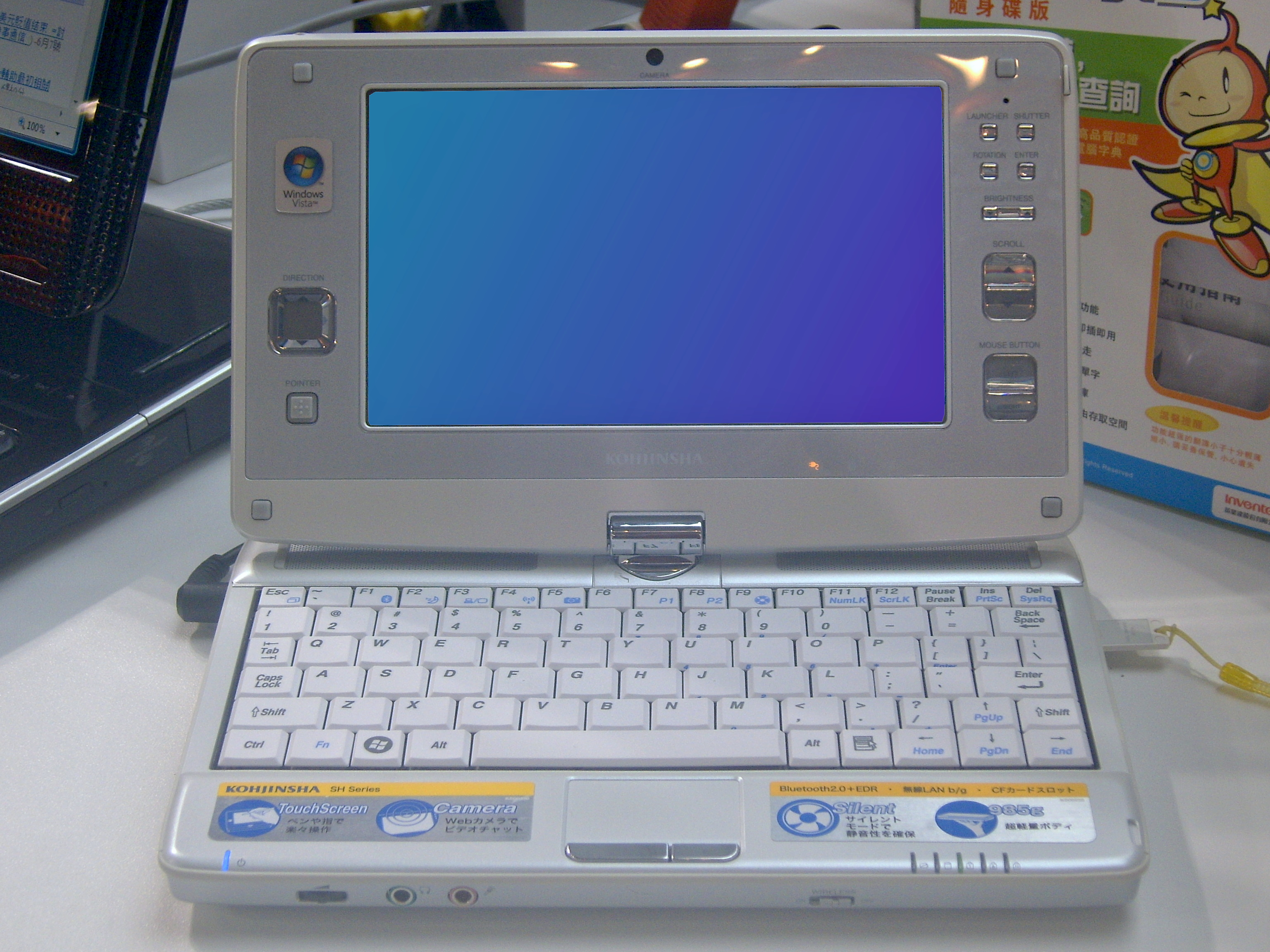
KOHJINSHA SH8WP12

KOHJINSHA SH（こうじんしゃ　エスエイチ）シリーズは、工人舎がかつて販売していたノートパソコン。2007年6月発表。
A5サイズ・7型ワイドタッチパネル液晶1スピンドル（一部モデルはゼロスピンドル）ミニノートパソコンであり、最廉価モデルは7万円を切る低価格となっている。
外観・寸法・重量はSAシリーズとほぼ同様で、モバイルカメラとワンセグチューナーが追加されている。
チップセットにIntel 945GU Expressを採用し、Intel Ultra Mobile Platform 2007に準拠した小型ノートPC。CPUはIntel A100（600MHz）またはA110（800MHz）を搭載。
標準バッテリー、ラージバッテリーはSA/SR/SXシリーズと共通となっている。ACアダプタ、ケーブルはSA/SR/ML/MT/EXシリーズ共通となっている。
ワンセグ、タッチパネル、Bluetooth等、搭載機種と非搭載機種が混在する。
搭載OSは当初Windows Vistaだったが、後にXPモデルも登場した。Vistaモデルが存在するもののWindows 7のシステム要件（1GHz以上のCPU）は満たしておらず、7以降へのアップグレードはサポート外。

### KOHJINSHA SR
KOHJINSHA SR（こうじんしゃ　エスアール）シリーズは、工人舎がかつて販売していたノートパソコン。2008年1月発表。
SHシリーズに薄型のDVDスーパーマルチドライブを搭載したような形態であり、重量は約1.1kg。サイズは若干大きくなっており、A5ファイルサイズとされている。
Windows Vista搭載。2008年6月にワンセグ非搭載のWindows XP HomeEditionモデルも投入された。Windows Vista搭載モデルが存在するにもかかわらず、Windows 7のシステム要件（1GHz以上のCPU）は満たしておらず、7以降へのアップグレードはサポート外。
標準バッテリー、ラージバッテリーはSA/SH/SXシリーズと共通となっている。ACアダプタ、ケーブルはSA/SH/ML/MT/EXシリーズ共通となっている。

### KOHJINSHA SC

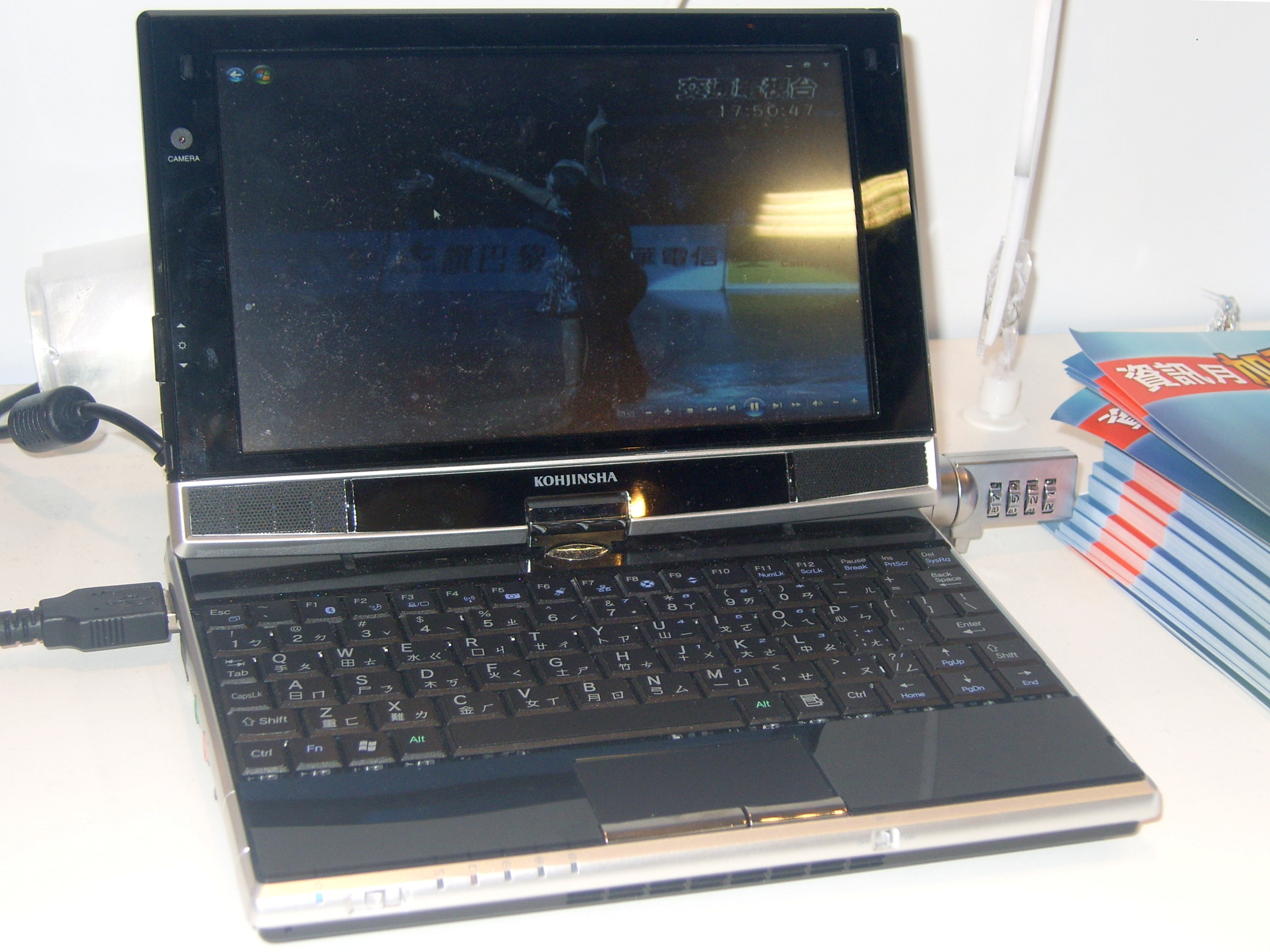
KOHJINSHA SC

KOHJINSHA SC（こうじんしゃ　エスシー）シリーズは、工人舎がかつて販売していたノートパソコン。2008年6月発表、2008年7月11日発売。
2008年12月より、プリインストールOSをWindows Vista Home PremiumからWindows XP HomeEditionに変更。
WILLCOM D4とともに、世界初のCentrino Atomプロセッサテクノロジー採用機となった。ただし、ロゴ要件を満たしていないため、Centrino AtomロゴではなくAtomロゴシールが貼られている。
チップセットにUS15W、CPUにZ520を搭載した、A5型ノートPC。 タッチパネル型7インチWSVGA（1024×600）LCDを搭載。標準バッテリー、ラージバッテリーは新設計となっており、SA/SH/SR/SXシリーズとは互換性がない。MLシリーズはSCシリーズのラージバッテリーが標準バッテリーに該当する。ACアダプタ、ケーブルはSK/SXシリーズと共通となっている。
CPUがA110だった前モデルと比べてCPUクロックは大幅に上昇したものの、パフォーマンスに大差は無い。一般論としてAtomはクロックあたりの実効性能が低く、A110のベースであるPentium Mと比べて1/3程度（2GHzで動かして600MHz台に相当）とも言われている。しかし名目上の動作クロックが1GHzを超えたことで、このモデル以降、Windows 7へのアップグレードがサポートされるようになった。

### KOHJINSHA SX

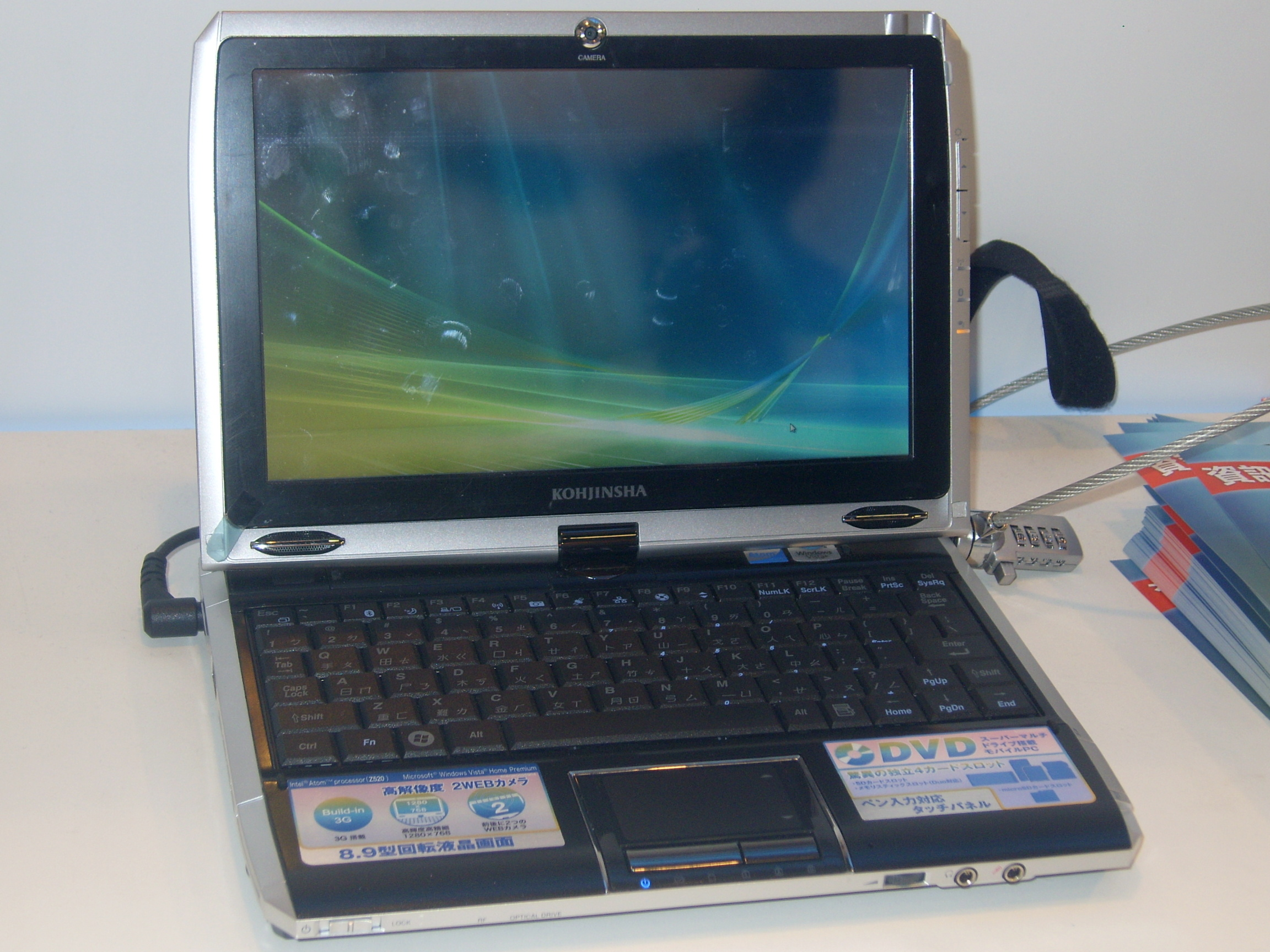
KOHJINSHA SX

KOHJINSHA SX（こうじんしゃ　エスエックス）シリーズは、工人舎がかつて販売していたノートパソコン。2008年6月発表、2008年8月発売。
2008年12月より、プリインストールOSをWindows Vista Home PremiumからWindows XP HomeEditionに変更。
チップセットにUS15W、CPUにZ520を搭載した、B5サイズ以下（SRシリーズに近い大きさ）のノートPC。
タッチパネル型8.9インチWXGA（1280×768）LCD、DVDスーパー・マルチドライブを搭載。
標準バッテリー、ラージバッテリーはSA/SH/SRシリーズと共通となっている。
ACアダプタ、ケーブルはSC/SKシリーズと共通となっている。

### KOHJINSHA ML
KOHJINSHA ML（こうじんしゃ　エムエル）シリーズは、工人舎がかつて販売していたノートパソコン。2008年12月発表。
チップセットに945GSE Express、CPUにN270を搭載した、A5型ノートPC。8.9インチWSVGA (1024×600) LCDを搭載。ACアダプタ、ACケーブルはSA/SH/SR/MT/EXシリーズと共通になっている。バッテリはMTシリーズと共通、SCシリーズのラージバッテリが標準バッテリとなっている。
バンダイネットワークスとの協業で、当機種を元にしたガチャピン&ムックとリラックマのキャラクターPCが数量限定で販売された。販売チャンネルは専用サイトのみ限定。

### KOHJINSHA MT
KOHJINSHA MT（こうじんしゃ　エムティー）シリーズは、工人舎がかつて販売していたノートパソコン。2009年4月14日発表。
MLシリーズより一回り大きい10.1インチWSVGA (1024×576) LCDを搭載したネットブックの仕様のノートパソコン。ワンセグチューナーを搭載している。ACアダプタ、ACケーブルはSA/SH/SR/ML/EXシリーズと共通になっている。バッテリはMLシリーズと共通、SCシリーズのラージバッテリが標準バッテリとなっている。

### KOHJINSHA SK
KOHJINSHA SK（こうじんしゃ　エスケー）シリーズは、工人舎がかつて販売していたノートパソコン。2009年6月発表、2009年6月26日発売。
チップセットにUS15W、CPUにZ520を搭載した、A5型ノートPC。 タッチパネル型7インチWSVGA（1024×600）LCDディスプレイを搭載。リチウムポリマーバッテリーを使用し、軽量化を図っている。大容量バッテリーは用意されていない。標準バッテリは他シリーズとは互換性がない。ACアダプタ、ACケーブルはSC/SXシリーズと共通となっている。

### KOHJINSHA EX
KOHJINSHA EX（こうじんしゃ　イーエックス）シリーズは、工人舎がかつて販売していたノートパソコン。2009年8月20日発表。ACアダプタ、ACケーブルはSA/SH/SR/ML/MTシリーズと共通になっている。
回転機構を備えたタッチパネル型11.6インチWXGA（1366×768）LCDディスプレイを搭載。光学ドライブとしてDVDスーパーマルチドライブを内蔵している。

### KOHJINSHA PM
KOHJINSHA PM（こうじんしゃ　ピーエム）シリーズは、工人舎がかつて販売していたノートパソコン。2009年9月8日発表。
韓国UMID社の mBook M1をベースに改良された製品。重量は約345グラム。タッチパネル型4.8インチWSVGA（1024×600）LCDディスプレイを搭載。タッチパッドのようなポインティングデバイスは無く、GUI操作はスタイラスペンで行う。ACアダプタ、ACケーブルはPAシリーズと共通。

### KOHJINSHA PA
KOHJINSHA PA（こうじんしゃ　ピーエー）シリーズは、工人舎がかつて販売していたノートパソコン。2009年10月22日発表。
回転機構を備えたタッチパネル型4.8インチWSVGA（1024×600）LCDディスプレイを搭載。GUI操作は光学式ポインティングデバイスで行う。重量は約400グラム。
ACアダプタ、ACケーブルはPMシリーズと共通。
2011年8月4日、バンドルソフトのThePot Playerのサポートを終了した。工人舎公式サイトによると、ソフトウェア提供元の韓国ThePot Limited社が解散およびそれに準じる状態になり、新規のアクティベーション（製品有効化作業）ができなくなったため、とのこと。

### KOHJINSHA DZ
KOHJINSHA DZ（こうじんしゃ ディーゼット）シリーズは、工人舎がかつて販売していたノートパソコン。2009年11月発表、同12月中旬発売。
最大の特徴は「10.1型×2のスライドオープン式デュアルディスプレイ」を搭載したことである。デュアルディスプレイ搭載ノートパソコン自体は他社でも既に登場済みだが、10.1型×2は世界初である。
スライドさせないシングルディスプレイとしても使用可能。ACアダプタ、ACケーブルは他機種と互換性無し。バッテリはSA/SH/SR/SXシリーズのラージバッテリが標準バッテリとなっている。